# Brinjame
Die Brinjame ist ein kleiner Fluss in Frankreich, der in der Region Bourgogne-Franche-Comté verläuft. Sie entspringt im Gemeindegebiet von Lormes, entwässert zunächst unter dem Namen Ruisseau de l’Étang des Merles Richtung Nordwest durch den Regionalen Naturpark Morvan, schwenkt dann auf Nordnordost und mündet nach insgesamt rund 16 Kilometern an der Gemeindegrenze von Saint-André-en-Morvan und Domecy-sur-Cure als linker Nebenfluss in die Cure. Die Brinjame berührt auf ihrem Weg die Départements Nièvre und Yonne.

## Orte am Fluss
(Reihenfolge in Fließrichtung)
- Le Villard, Gemeinde Lormes
- Les Granges, Gemeinde Saint-Martin-du-Puy
- Charrière, Gemeinde Lormes
- L’Huis Bonin, Gemeinde Empury
- Empury
- Ancien Moulin de Brinjame, Gemeinde Saint-André-en-Morvan
- Les Boulois, Gemeinde Domecy-sur-Cure